# 일본의 과학사
일본의 과학사(일본어: 日本の科學史)는 16세기까지의 전통적인 것과 17세기 이후의 근대 과학기술로, 그리고 근대 과학사도 19세기 일본 개국을 기점으로 다시 나눌 수 있다. 16세기 이전까지인 제1기에는 한반도로부터 전래된 고대 과학기술이 자리잡았으며, 제2기인 17세기 이후에는 중국이나 한국에서 찾아볼 수 없던 서양 문명을 진취적으로 수용했다. 메이지 유신 이후인 제3기에 일본은 근대국가 형성과 과학기술 근대화에 성공하게 된다.

## 고대·중세 과학사(야요이 시대 ~ 헤이안 시대)
일본 최초의 문명이라고 할 수 있는 조몬 문화가 기원전 300년경 끝나고, 이것은 야요이 문화로 이어졌다. 야요이 시대에는 많은 고분이 만들어졌고, 이 고분들에서는 한반도에서 건너간 곡옥이 흔하게 발견된다. 야요이 시대부터 일본에 철기 제작 기술이 전해졌으며, 백제의 왕인과 아직기가 유교 서적을 전해 주었지만 이들이 어떤 과학기술을 전해 줬는지는 분명하지 않다. 다만 《일본서기》에서는 백제에서 역박사, 의박사, 이박사, 채약사, 노반박사, 와박사, 조사공, 조불공, 화가 등이 파견되었다고 전하고 있다. 또한 남조 송에서 만든 역법인 원가력과 신라의 역법인 의봉력을 함께 전수받은 것으로 보아, 백제뿐 아니라 신라에게도 영향을 받고 있었음을 알 수 있다. 아스카 시대인 7세기부터는 중국에서 직접 기술을 전수받아 갔지만, 그다지 활발해지지 못하고 고립상태에 빠진다. 그리고 일식과 같은 천문 현상을 재난으로 인식하는 동양적 우주관도 받아들여 628년부터 일식과 월식을 기록하기 시작했다.
한반도가 통일되자 백제와 고구려의 학자들이 대거 일본으로 망명하여 일본의 천문학, 역산학의 기초를 마련했다. 이때쯤 나라 시대로 접어든 일본에는 천문, 역산, 복점을 담당하는 음양료가 설립되었는데, 이 분야에서 활약한 사람들은 모두 백제 유민들이었다. 8세기 이후에야 일본인들이 이를 배워 계승하게 된다.
헤이안 시대에는 대륙과의 교류가 단절된 채 일본의 독자적인 문화를 발전시켜 갔다. 이 시대의 유물로는 910년경의 《본초화명》, 984년에 저술된 《의심방》이 있다. 이 책은 중국의 《병원후론》, 한반도의 《백제신집방》, 《신라법사방》 등의 의학서를 참고하여 지어진 것이다.

## 근대 과학사(센고쿠 시대 ~ 개항)

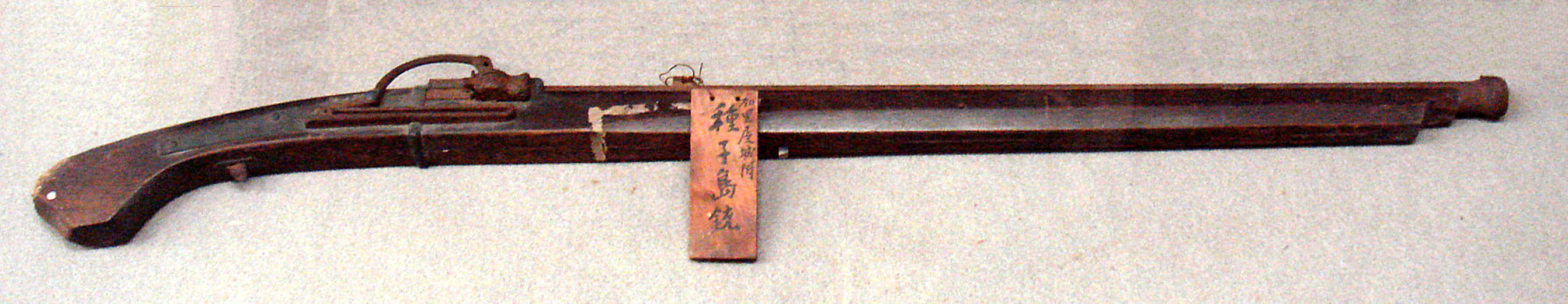
종자도총.

12세기부터 혼란기가 시작된 일본은 센고쿠 시대가 종료된 16세기에 서양의 과학기술이 전해지기 시작했다. 1543년, 규슈 남쪽 종자도에 포르투갈 배가 표류해 들어와 그곳 영주에게 화승총 두 자루를 전해 주었다. 이 전장식 소총을 종자도총(일본어: 種子島銃 다네가시마주[*])이라고 하며, 이것이 임진왜란 때 조선으로, 또 왜구들에 의해 중국으로 전해져 조총이라 불리게 되었다.
1549년에 예수회 선교사 프란치스코 하비에르가 녹아도에 상륙해 자명종, 안경, 거울, 포도주를 전래하고 기독교를 포교한 뒤 중국으로 떠났다. 그 후 서양 선교사들이 잇따라 일본을 방문했고, 이들에 의해 서양 의학교육이 시작되었다. 또한 서양인들이 전해준 머스킷이 종자도총으로 모조됨에 따라 그 원료를 채굴하는 광산이 개발되었고, 양수 기술과 야금 기술이 발달하게 되었다. 1582년에는 일본 소년 4명이 바티칸에 파견되었으며(덴쇼 소년사절단) 이들 소년 4명은 1590년 귀국하면서 일본에 서양식 인쇄술을 가져왔다. 한편 1650년에는 포르투갈 선교사 크리스토방 페레이라가 천동설을 설명한 포르투갈 책을 일본어로 옮겨 쓴 《건곤변설》을 소개했다.
임진왜란이 일어나자 일본은 조선에서 도자기, 금속, 제지, 나무, 석공, 기와, 자수, 양봉, 심지어 두부 만드는 기술까지 약탈해 갔는데, 특히 도자기의 경우 체계적으로 도입해 가 끌고 간 도공들을 우대하고 규슈 남쪽에 고려촌을 만들어 살면서 대대로 도자기를 만들게 했다. 또한 한양을 함락하자 10만 자의 활자를 100개의 상자에 나눠 담아 일본으로 가져갔는데, 이미 서양식 활판 기술을 1590년에 전래받은 일본은 동서양의 활자 기술을 모두 익히게 된 것이다. 1684년에 시부카와 슌카이가 최초의 일본 고유 역법 정향력을 개발했다. 시부카와는 이 역법은 자기 스승이 1643년에 조선 통신사로 갔던 박안기에게 배운 것을 바탕으로 완성했다고 기록했다.
일본은 동양 고유의 과학적 전통이 확립되어 있었는데, 세키 다카카즈는 독자적으로 미적분법을 생각해냈다. 위에서 박안기가 전해준 것도 《칠정산》을 통해 정립된 조선 역산학의 계산 요령일 가능성이 높다. 그러나 18세기 중반부터 일본은 근대적 과학기술을 본격적으로 접하기 시작한다. 도쿠가와 막부의 쇄국정책은 이미 느슨해져 있었고 특히 네덜란드 상인들의 무역이 허락되면서 서양 학문은 난학(蘭學)이라는 이름으로 전해졌다. 1774년에 스기타 겐파쿠가 네덜란드의 해부학책을 《해체신서》라는 이름으로 번역했고, 히라가 겐나이가 마찰전기 발생장치를 만들어 1881년에 이것을 사용한 전기실험이 실시되었다. 히라가는 이 외에도 온도계를 만들고 광산 개발에도 참여했으며 1762년 일본 최초의 물산박람회를 실시했다. 시즈키 타다오가 1784년에 《구력론》을 번역하여 만유인력의 법칙을 소개했고, 1793년에는 모토키 요시나카가 지동설을 소개한 《신제천지구용법기》를 번역했다. 또한 미우라 바이엔은 과학사상가로서 변증법을 주장했고, 저서로 《현어》를 남겼다.
네덜란드 상관의 의사로 취직해 있던 독일인 의사 필리프 프란츠 폰 지볼트는 책으로만 과학을 접했던 일본 학자들에게 관찰과 실험의 중요성을 가르쳐 주었다. 지볼트는 1823년에 일본에서 추방당했지만, 그에게 가르침을 받은 타카노 쵸에이는 번역이 아닌 최초의 일본 생리학 서적 《서설의원추요》를 썼다.

## 현대 과학사 (메이지 유신 ~ 현재)
즉, 1853년에 매슈 페리 제독이 도쿄 앞바다에 나타났을 때 일본은 이미 서양 과학기술에 대해 상당한 지식을 가지고 있는 상태였다. 중화사상에 집착한 중국과는 대조적으로 일본은 네덜란드에서 미국으로 갈아타며 계속해서 서양의 과학기술을 익혔다. 1860년에 미국을 방문한 적도 있던 후쿠자와 유키치가 1868년의 메이지 유신을 전후해 외국어 학원을 세웠다.
1865년의 러시아 유학생, 1866년의 영국 유학생을 시작으로 조직적인 국비 유학이 이루어졌으며 1868년에 만들어진 개성학교는 1877년에 설립된 동경대학교의 전신이 되었다. 대학에 서양 학자들이 초빙되어 교육이 계속되고, 외국으로 유학 나간 일본 과학자들도 두각을 드러내기 시작했는데 대표적으로 1903년에 어니스트 러더퍼드의 것과 같은 원자모형을 발표한 나가오카 한타로가 있다. 이것은 일본의 과학 수준이 20세기 초에 이미 유럽의 그것과 대등해졌다는 것을 보여 준다. 1938년에 파이 중간자를 예측한 유카와 히데키가 1949년 노벨 물리학상을 수상한 것을 시작으로 일본은 16차례의 과학 분야 노벨상을 수상하여 명실상부 세계 과학의 주류로 진입했다.

## 같이 보기
- 일본의 과학과 기술

## 참고 자료
- 김영식·박성래·송상용 (1992년 5월 10일). 《과학사》. 전파과학사. 309~317쪽. ISBN 89-7044-535-8.